# Puig de Vives
El Puig de Vives és una muntanya de 959 metres que es troba al municipi de la Quar, a la comarca catalana del Berguedà.